# Santuario di Santa Maria del Sasso (Caravate)
Il santuario di Santa Maria del Sasso è una chiesa dedicata all'Assunzione di Maria, che si trova a Caravate, in provincia di Varese, nel territorio della diocesi di Como. La denominazione "del Sasso" è dovuta al fatto che il santuario è costruito su un rilievo di roccia calcarea. Il santuario è annoverato nell'elenco dei Santuari e templi votivi della Diocesi di Como.

## Storia
La prima notizia sicura della chiesa è contenuta in un documento del 1159 che indicava i possessi nella zona di Varese del monastero di San Vittore in ciel d'oro di Pavia.
Nel 1515, accanto al santuario fu fondato dagli eremitani di Sant'Agostino un convento che, però, fu abbandonato, prima del 1600. In seguito, la proprietà dell'edificio passò a privati.
Tra la fine dell'Ottocento e l'inizio del Novecento, alcuni missionari passionisti svolsero diverse predicazioni nella zona di Caravate. Nel febbraio del 1904, durante le quarant'ore eucaristiche a Gemonio, padre Giovanni Battista Peruzzo fu colpito dal colle e visitato l'edificio, decise di iniziare le pratiche per l'acquisto. Il 13 novembre del 1904 i passionisti si insediarono ufficialmente a Caravate. 
A partire dal 1912 il convento di Caravate assunse la fisionomia di "Casa di spirituali esercizi per il clero". Negli anni venti furono eseguiti lavori di abbellimento della chiesa e nel 1935 il santuario fu nuovamente consacrato dal vescovo di Como, monsignor Macchi.
Nel 1999 la diocesi di Como scelse il santuario come chiesa giubilare e in questa occasione venne restaurata la facciata della chiesa, unica parte rimasta dell'edificio cinquecentesco.